# 華麗歧鬚鮠
華麗歧鬚鮠，為輻鰭魚綱鯰形目倒立鯰科的其中一種，為熱帶淡水魚，分布於非洲剛果民主共和國淡水流域，體長可達15公分，棲息在底中層水域，生活習性不明。